# Hilton London Hyde Park
Le Hilton London Hyde Park est un hôtel situé sur Bayswater Road, surplombant Hyde Park et Kensington Gardens dans le centre de Londres. Il a été ouvert en juillet 1999. 
Le bâtiment était à l'origine le Coburg Court Hotel, ouvert pour la première fois en 1907, et il a ensuite été rebaptisé Coburg Hotel au début des années 1960. 

## Lieu de tournage
Le Coburg Hotel a été utilisé comme lieu de tournage dans le film d'Alfred Hitchcock Frenzy (1972)  . Richard Blaney et Babs Milligan s'enregistrent dans le Cobourg en tant que «M. et Mme Oscar Wilde ". Le tournage a eu lieu à l'hôtel en septembre 1971 . L'intérieur de l'hôtel Coburg a été principalement recréé dans les studios Pinewood, à l'exception du plan du point de vue des policiers montrant l'escalier de secours, qui a été filmé par le réalisateur adjoint Colin M. Brewer dans une pièce du cinquième étage.  

## Voir également
- Hôtels à Londres
- London Hilton on Park Lane